# Al-Bahsa
Al-Bahsa (tiếng Ả Rập: البحصة, cũng đánh vần là Bahasa) là một ngôi làng ở phía bắc Syria nằm trong Phân khu Ziyarah của huyện al-Suqaylabiyah ở Tỉnh Hama. Theo Cục Thống kê Trung ương Syria (CBS), al-Bahsa có dân số 1.070 trong cuộc điều tra dân số năm 2004. Cư dân của nó chủ yếu là Alawites.